# Никсон, Джеррен
Джеррен Кендалл Никсон (англ. Jerren Kendall Nixon; род. 25 июня 1973, Морвант, Тринидад и Тобаго) — тринидадский футболист, нападающий.

## Клубная карьера
Начинал свою карьеру в низших тринидадских дивизионах. В 1993 году был замечен главным тренером шотландского «Данди Юнайтед» Иваном Голацем. Вскоре Никсон перешёл в команду. Вместе с ней он становился обладателем Кубка Шотландии.
С 1995 по 2003 год нападающий провёл в Швейцарии. Там тринидадец выступал за «Цюрих», «Ивердон» и «Санкт-Галлен».
В 2003 году, несмотря на предложения из США, Джеррен Никсон вернулся на родину в клуб «Норт-Ист Старз». В нём он завершил свою карьеру футболиста, после чего он некоторое время исполнял обязанности главного тренера команды.

## Сборная
За сборную Тринидада и Тобаго Никсон провёл 38 игр и забил 11 мячей. В 2000 году вместе с ней он становился бронзовым призёром на Золотом кубке КОНКАКАФ.

## Достижения

### Клубные
Шотландия:
- Обладатель Кубка Шотландии: 1993/1994

Тринидада и Тобаго:
- Чемпион Тринидада и Тобаго: 2004

### Личные
- Лучший бомбардир чемпионата Тринидада и Тобаго: 2004

### Международные
- Бронзовый призёр Золотого кубка КОНКАКАФ: 2000.